# Черноголовая мирикина
Черноголовая мирикина (лат. Aotus nigriceps) — вид млекопитающих надсемейства широконосых обезьян из Южной Америки.

## Описание
Небольшой примат, и самцы и самки весят около 750 г, достигая этого веса к возрасту 14 месяцев. Шерсть густая и короткая, тёмно-серая на спине и передних лапах, оранжево-ржавая на нижней части спины, внешней поверхности задних конечностей и хвосте. На макушке полосы чёрной шерсти. Вокруг глаз светлые отметины. Оранжевая шерсть по бокам шеи и на брюхе, груди и внутренней поверхности конечностей и нижней части хвоста. Глаза большие, карие, являются приспособлением к ночному образу жизни. Отсутствует тапетум. Уши маленькие, скрыты шерстью. Пальцы длинные и тонкие, с прямыми ногтями и широкими подушечками. Второй палец на несёт изогнутый коготь, используемый для груминга. Половой диморфизм не выражен.

## Поведение
Населяет как первичные, так и вторичные леса. Ночное животное, наиболее активно на закате и рассвете. В рационе в основном фрукты, нектар, цветы, листья и небольшие животные, такие как насекомые.
Моногамен, образует небольшие группы, состоящие из взрослой пары и их потомства. В воспитании потомства принимают участие как самки, так и самцы. Размер территории группы составляет от 7 до 14 га.

## Размножение
Достигает половой зрелость к двухлетнему возрасту. Размножаться начинает в возрасте 3—4 лет в неволе и 4—5 лет в дикой природе. В помёте обычно один детёныш. Роды проходят в период с декабря по март.

## Распространение
Встречается в центральном и верхнем течении Амазонки в основном в Перу и Бразилии, а также в Боливии.